# Survivor Series (1987)
Survivor Series 1987 est le premier Survivor Series, pay-per-view annuel de catch produit par la World Wrestling Entertainment. Il s'est déroulé le jour de Thanksgiving, le 26 novembre 1987 au Richfield Coliseum de Richfield en Ohio.
L'évènement était ajouté après WrestleMania III, à la suite du succès de l'affrontement Hulk Hogan vs. André the Giant.

## Résultats
- (5 contre 5) Survivor Series match: Randy Savage (w/Miss Elizabeth), Ricky Steamboat, Jake Roberts, Jim Duggan et Brutus Beefcake def.  The Honky Tonk Man, Danny Davis, Harley Race, Hercules et Ron Bass (w/Jimmy Hart and Bobby Heenan) (24:00)

| Elimination # | Catcheur                                       | Éliminé par                                    | Manière                                        | Temps                                          |                                                |
| ------------- | ---------------------------------------------- | ---------------------------------------------- | ---------------------------------------------- | ---------------------------------------------- | ---------------------------------------------- |
| 1             | Jim Duggan                                     | Harley Race                                    | Décompte à l'extérieur                         | 4:33                                           |                                                |
| 2             | Harley Race                                    | Jim Duggan                                     | Décompte à l'extérieur                         | 4:33                                           |                                                |
| 3             | Ron Bass                                       | Brutus Beefcake                                | Tombé                                          | 7:01                                           |                                                |
| 3             | Brutus Beefcake                                | Honky Tonk Man                                 | Tombé                                          | 10:51                                          |                                                |
| 4             | Danny Davis                                    | Jake Roberts                                   | Tombé                                          | 15:11                                          |                                                |
| 5             | Hercules                                       | Randy Savage                                   | Tombé                                          | 21:04                                          |                                                |
| 6             | Honky Tonk Man                                 | Personne                                       | Décompte à l'extérieur                         | 23:41                                          |                                                |
| Survivants:   | Randy Savage, Jake Roberts, et Ricky Steamboat | Randy Savage, Jake Roberts, et Ricky Steamboat | Randy Savage, Jake Roberts, et Ricky Steamboat | Randy Savage, Jake Roberts, et Ricky Steamboat | Randy Savage, Jake Roberts, et Ricky Steamboat |
- (5 contre 5) Survivor Series match: The Fabulous Moolah, Rockin' Robin, Velvet McIntyre et the Jumping Bomb Angels (Itsuki Yamazaki et Noriyo Tateno) def.  Sensational Sherri, The Glamour Girls (Leilani Kai et Judy Martin) (w/Jimmy Hart), Donna Christanello et Dawn Marie (20:00)

| Elimination # | Catcheur            | Éliminé par         | Manière                                   | Temps               |                     |
| ------------- | ------------------- | ------------------- | ----------------------------------------- | ------------------- | ------------------- |
| 1             | Donna Christianello | Velvet McIntyre     | Tombé                                     | 2:00                |                     |
| 2             | Dawn Marie          | Rockin' Robin       | Tombé après un crossbody                  | 4:00                |                     |
| 3             | Rockin' Robin       | Sensational Sherri  | Tombé à la suite d'une suplex             | 7:00                |                     |
| 4             | Fabulous Moolah     | Judy Martin         | Tombé sur une double clothesline          | 11:00               |                     |
| 5             | Sensational Sherri  | Velvet McIntyre     | Tombé                                     | 15:00               |                     |
| 6             | Velvet McIntyre     | Leilani Kai         | Tombé à la suite d'un electric chair      | 17:00               |                     |
| 7             | Leilani Kai         | Itsuki Yamazaki     | Tombé à la suite d'un flying crossbody    | 19:00               |                     |
| 8             | Judy Martin         | Noriyo Tateno       | Tombé à la suite d'une flying clothesline | 20:00               |                     |
| Survivants:   | Jumping Bomb Angels | Jumping Bomb Angels | Jumping Bomb Angels                       | Jumping Bomb Angels | Jumping Bomb Angels |
- (10 contre 10) Tag Team Survivor Series match: Strike Force (Tito Santana et Rick Martel), The Young Stallions (Paul Roma et Jim Powers), The Fabulous Rougeaus (Jacques et Raymond), The Killer Bees (Jim Brunzell et Brian Blair), et the British Bulldogs (Davey Boy Smith et Dynamite Kid) (w/Matilda) def. The Hart Foundation (Bret Hart et Jim Neidhart) (w/Jimmy Hart), The Islanders (Haku et Tama) (w/Bobby Heenan), Demolition (Ax et Smash) (w/Mr. Fuji), The Bolsheviks (Nikolai Volkoff et Boris Zhukov) (w/Slick) et The New Dream Team (Greg Valentine et Dino Bravo) (w/Johnny V.) (37:00)

| Elimination # | Catcheur                        | Éliminé par                    | Manière                        | Temps                          |                                |
| ------------- | ------------------------------- | ------------------------------ | ------------------------------ | ------------------------------ | ------------------------------ |
| 1             | Boris Zhukov (Bolsheviks)       | Tito Santana                   | Tombé                          | 1:30                           |                                |
| 2             | Jacques Rougeau (Rougeau Bros.) | Ax                             | Tombé                          | 6:00                           |                                |
| 3             | Smash (Demolition)              | Personne                       | Disqualification               | 9:00                           |                                |
| 4             | Tito Santana (Strike Force)     | Jim Neidhart                   | Tombé                          | 12:00                          |                                |
| 5             | Dynamite Kid (British Bulldogs) | Haku                           | Tombé                          | 20:00                          |                                |
| 6             | Greg Valentine (New Dream Team) | Paul Roma                      | Tombé                          | 24:00                          |                                |
| 7             | Bret Hart (Hart Foundation)     | Jim Brunzell                   | Tombé                          | 31:00                          |                                |
| 8             | Tama (The Islanders)            | B. Brian Blair                 | Tombé                          | 37:00                          |                                |
| Survivants:   | Killer Bees et Young Stallions  | Killer Bees et Young Stallions | Killer Bees et Young Stallions | Killer Bees et Young Stallions | Killer Bees et Young Stallions |
- (5 contre 5) Survivor Series match: André the Giant, One Man Gang, King Kong Bundy, Butch Reed et Rick Rude (w/Bobby Heenan et Slick) def.  Hulk Hogan, Paul Orndorff, Don Muraco, Ken Patera et Bam Bam Bigelow (w/Oliver Humperdink) (22:00)
  - Après le match, Hulk Hogan revenait sur le ring et attaquait André.

| Elimination # | Catcheur        | Éliminé par     | Manière                                        | Temps           |                 |
| ------------- | --------------- | --------------- | ---------------------------------------------- | --------------- | --------------- |
| 1             | Butch Reed      | Hulk Hogan      | Tombé après un leg drop                        | 3:00            |                 |
| 2             | Ken Patera      | One Man Gang    | Tombé après un 747 Splash                      | 8:00            |                 |
| 3             | Paul Orndorff   | Rick Rude       | Tombé                                          | 10:00           |                 |
| 4             | Rick Rude       | Don Muraco      | Tombé après un powerslam                       | 11:00           |                 |
| 5             | Don Muraco      | One Man Gang    | Tombé après un 747 Splash                      | 13:00           |                 |
| 6             | Hulk Hogan      | Personne        | Décompte à l'extérieur                         | 16:00           |                 |
| 7             | King Kong Bundy | Bam Bam Bigelow | Tombé après un Slingshot                       | 18:00           |                 |
| 8             | One Man Gang    | Bam Bam Bigelow | Tombé après un 747 Splash raté de One Man Gang | 21:00           |                 |
| 9             | Bam Bam Bigelow | André the Giant | Tombé après une Butterfly Suplex               | 22:00           |                 |
| Survivant:    | Andre The Giant | Andre The Giant | Andre The Giant                                | Andre The Giant | Andre The Giant |

## Liens
- Le site officiel des Survivor Series 1987